# Fraj Oto
Fraj Oto (Sigmar, 31. maja 1925. – Varmbron, 9. marta 2015) nemački je arhitekt i građevinski inženjer. Bio je poznat po upotrebi laganih konstrukcija, posebno napregnutih i membranskih konstrukcija. Dizajnirao je krov olimpijskog stadiona u Minhenu, koji je izgrađen za Letnje olimpijske igre 1972. Dobio je Kraljevsku zlatnu medalju RIBA 2006. i Prickerovu arhitektonsku nagradu 2015.

## Biografija
Oto se rodio u Sigmaru u Nemačkoj, a odrastao u Berlinu. Studirao je arhitekturu u Berlinu pre nego što je pozvan u Lufvafe kao lovački pilot u poslednjim godinama Drugog svetskog rata. Interniran je u logoru za ratne zarobljenike blizu Šartra, gde je s obukom avijacijskog inženjera i uz nedostatak materijala te hitnom potrebom za stambenim prostorom počeo da eksperimentiše sa šatorima radi podizanja skloništa. Posle rata nakratko je studirao u SAD i posetio Eriha Mendelsona, Misa van der Roa, Ričarda Nojtra i Frenka Lojda Rajta.

## Karijera
Privatnu praksu počeo je 1952. u Nemačkoj. Prvu značajnu pažnju stekao je svojim sedlolikim kabalskomrežastim muzičkim paviljonom na Saveznoj vrtnoj izložbi (nem. Bundesgartenschau) u Kaselu. Doktorat u napregnutim konstrukcijama stekao je 1954. godine.
Oto se specijalizovao u laganim napregnutim i membranskim konstrukcijama, a pionirske napretke napravio je u konstrukcijskoj matematici i građevinarstvu. Institut za lagane konstrukcije na Univerzitetu u Štutgartu osnovao je 1964. i na njegovom se čelu nalazio sve do odlaska u penziju kao univerzitetski profesor. Njegova glavna dela uključuju zapadnonemački paviljon na Montrealskom ekspu 1967. i krov arene za Minhenske olimpijske igre 1972. godine.
Sve do svoje smrti Oto je ostao aktivan kao arhitekt i inženjer te kao konsultant svog štićenika Mahmouda Boda Raša na mnogim projektima na Bliskom istoku. Jedan od njegovih poslednjih projekata bio je rad sa Šigerom Banom na japanskom paviljonu na Ekspu 2000, čija je krovna konstrukcija bila u potpunosti izrađena od papira, a zajedno sa SL Rašom dizajnirao je konvertibilni krov za venecijanski paviljon. U nastojanju da već 2002. komemoriše napade 11. septembra i njihove žrtve, Oto je zamislio dva otiska zgrada Svetskog trgovačkog centra prekrivena vodom i okružena drvećem; njegov plan uključuje kartu sveta uklopljenu u park na kojoj su zemlje u ratu označene svetlima te ploču koja se neprestano ažurira, a pokazuje broj ljudi poginulih u ratu od 11. septembra 2001. do danas.
Oto je umro 9. marta 2015. Dve nedelje kasnije, 23. marta je trebalo da bude objavljeno da je dobio Prickerovu nagradu 2015., ali njegova je smrt navela odbor da objavi dobitnika nagrade 10. marta. Izvršna predsednica odbora Marta Torne prethodno je rekla Otu da je dobio nagradu. Zabeleženo je da je rekao: „Nikada nisam učinio ništa da bih dobio ovu nagradu. Osvajanje nagrade nije cilj mog života. Pokušavam pomoći siromašnim ljudima, ali šta da kažem, nego da sam veoma sretan.”

## Popis građevina
Ovo je delimični popis građevina koje je dizajnirao Oto:
- 1967. – zapadnonemački paviljon na Ekspu 67, Montreal
- 1972. – krov za Olimpijski stadion u Minhenu
- 1985. – palata Tuvajk u Saudijskoj Arabiji, sa firmom
- 2000. – krovna konstrukcija japanskog paviljona na Ekspu 2000, Hanover, Nemačka (pružio inženjersku asistenciju s BuroHappold Engineering i arhitektonsku saradnju sa Šigerom Banom).

## Nagrade
- 1974. – Medalja Tomasa Džefersona za arhitekturu[18]
- 1980. – Počasni doktorat nauka na Univerzitetu u Batu[19]
- 1996./1997. – Vulfova nagrada za arhitekturu[19]
- 2005. – Kraljevska zlatna medalja za arhitekturu RIBA[20]
- 2006. – Premijum imperijal za arhitekturu[14]
- 2015. – Prickerova arhitektonska nagrada[16][17]

## Literatura
- Conrad Roland: Frei Otto – Spannweiten. Ideen und Versuche zum Leichtbau. Ein Werkstattbericht von Conrad Roland. Ullstein, Berlin, Frankfurt/Main und Wien 1965.
- Winfried Nerdinger (Hrsg.): Frei Otto. Complete Works. Lightweight Construction – Natural Design. 2005. ISBN 978-3-7643-7231-6.. Birkhäuser Verlag für Architektur, Basel, Boston, Berlin, Architekturmuseum der Technischen Universität München.
- Frei Otto, Bodo Rasch: Finding Form: Towards an Architecture of the Minimal. 1996.  978-3-930698-66-0.
- Philip Drew (1976). Frei Otto; Form and Structure. ISBN 978-0-258-97053-9.
- Philip Drew (1979). Tensile Architecture. ISBN 978-0-258-97012-6.
- "The Nijni-Novgorod exhibition: Water tower, room under construction, springing of 91 feet span", "The Engineer", № 19.3.1897, P.292-294, London, 1897.
- Horst Berger. Light structures, structures of light: The art and engineering of tensile architecture. ISBN 3-7643-5352-X. (Birkhäuser Verlag, 1996)
- Alan Holgate. The Art of Structural Engineering: The Work of Jorg Schlaich and his Team. Books Britain. ISBN 3-930698-67-6. (1996)}
- Elizabeth Cooper English: "Arkhitektura i mnimosti": The origins of Soviet avant-garde rationalist architecture in the Russian mystical-philosophical and mathematical intellectual tradition", a dissertation in architecture, 264 p., University of Pennsylvania, 2000.
- "Vladimir G. Suchov 1853–1939. Die Kunst der sparsamen Konstruktion.", Rainer Graefe, Jos Tomlow und andere, 192 S., Deutsche Verlags-Anstalt, Stuttgart, 1990,  3-421-02984-9.
- Conrad Roland: Frei Otto – Spannweiten. Ideen und Versuche zum Leichtbau. Ein Werkstattbericht von Conrad Roland. Ullstein, Berlin, Frankfurt/Main und Wien 1965.
- Frei Otto, Bodo Rasch: Finding Form - Towards an Architecture of the Minimal, Edition Axel Menges, 1996,  3930698668
- Nerdinger, Winfried: Frei Otto. Das Gesamtwerk: Leicht Bauen Natürlich Gestalten, 2005,  3-7643-7233-8
- Uhrig, Klaus (20. 3. 2014). „Die gebaute Utopie: Das Münchner Olympiastadion”. Bayerischer Rundfunk. Архивирано из оригинала 13. 2. 2015. г. Приступљено 13. 2. 2015.
- Digitized version of the Official Report of the Organizing Committee for the Games of the XXth Olympiad Munich 1972 (Volume 2). proSport GmbH & Co. KG. München Ed. Herbert Kunze. 1972. стр. 22. Архивирано из оригинала (PDF) 25. 12. 2018. г. Приступљено 13. 2. 2015. „…  the theme of the "cheerful Games"…”
- „Ein Geschenk der Deutschen an sich selbst”. DER SPIEGEL 35/1972. 21. 8. 1972. „… für die versprochene Heiterkeit der Spiele, die den Berliner Monumentalismus von 1936 vergessen machen und dem Image der Bundesrepublik in aller Welt aufhelfen sollen”

## Spoljašnje veze
- Fraj Oto u bazi podataka archINFORM-a
- Službeno mrežno mesto Fraja Ota
- -author= -